# Geum (rivier)
De Geum, in de 19e eeuw ook bekend als de Keum Kang of de Keum, is een rivier in Zuid-Korea. Het is een grote rivier die zijn oorsprong heeft in Jangsu-eup, in de provincie Jeollabuk-do (Noord-Jeolla). De rivier stroomt noordwaarts door de provincies Noord-Jeolla en Chungcheongbuk-do (Noord- Chungcheong). Hierna verandert de richting in de nabijheid van Groot-Daejeon en stroomt hierna zuidwest door Chungcheongnam-do (Zuid-Chungcheong) voordat de rivier uitmondt in de Gele Zee bij Gunsan.
De rivier is 397 km lang, waarmee het de twee na langste rivier van Zuid-Korea is. De oppervlakte van het stroomgebied van de Geum is 9.912 km². Het bovenste gedeelte van de rivier stroomt langzaam door een deel van de Noryeong bergen en wordt gekenmerkt door een sterke meandering van de rivier. Aan de andere kant verloopt de rivier in het middel en lagere gedeelte geleidelijker en treedt er minder meandering op.
Zijrivieren of stroompjes van de Geum zijn onder meer de Gap-cheon, Yugu-cheon, Miho-cheon, Unsan-cheon, Seokseong-cheon en Nonsan-cheon. Verscheidene kleine alluviale vlakten, waaronder de Honam en de Nonsanvlakte, zijn gevormd door de afzettingen van de Geum en zijn zijrivieren.